# گرایش‌های مسیحی
گرایش‌های مسیحی به‌طور کلی به سه گرایش بزرگ کاتولیک، ارتودوکس و پروتستان تقسیم شده‌است. گفتنی است که گرایش‌های کوچک و زیادی نیز از آن‌ها شاخه می‌گیرند.